# 孙科别墅
孙科别墅又名孙科住宅，位于中國上海市长宁区番禺路60号，是一幢假三层砖木结构的花园住宅，具有明显的西班牙建筑特征，亦兼具如意大利文艺复兴等風格的其他建筑风格的特点，属于混合式建筑。原是邬达克为自己设计的住宅，但建成后他并未入住。1929年，邬达克因设计慕尔堂时遇到麻烦，孙科出面解决，就把这幢住宅低价转让给孙科。1951年，住宅被上海生物制品研究所征用，1989年列入上海市文物保护单位和第一批上海市优秀历史建筑。2016年，上海生物制品研究所搬離，孙科住宅此後成為上生·新所的一部分，並且由万科修缮更新。2020年11月14日起，孙科别墅的一层向市民开放。